# Sollevamento pesi ai Giochi della XXII Olimpiade - Pesi piuma
La competizione della categoria pesi piuma (fino a 60 kg) di sollevamento pesi ai Giochi della XXII Olimpiade si è svolta il giorno 22 luglio 1980 all'Izmailovo Sports Palace di Mosca.

## Regolamento
La classifica era ottenuta con la somma delle migliori alzate delle seguenti 2 prove:
- Strappo
- Slancio

Su ogni prova ogni concorrente aveva diritto a tre alzate. In caso di parità vinceva il sollevatore che pesava meno.

## Risultati
| Pos.    | Atleta                | Nazione          | Peso Atleta | Strappo | Strappo | Strappo | Strappo | Slancio | Slancio | Slancio | Slancio | Totale |
| Pos.    | Atleta                | Nazione          | Peso Atleta | 1       | 2       | 3       | Tot     | 1       | 2       | 3       | Tot     | Tot    |
| ------- | --------------------- | ---------------- | ----------- | ------- | ------- | ------- | ------- | ------- | ------- | ------- | ------- | ------ |
| Oro     | Viktor Mazin          | Unione Sovietica | 59,65       | 122,5   | 127,5   | 130,0   | 130,0   | 155,0   | 160,0   | 162,5   | 160,0   | 290,0  |
| Argento | Stefan Dimitrov       | Bulgaria         | 59,40       | 122,5   | 127,5   | 130,0   | 127,5   | 152,5   | 152,5   | 160,0   | 160,0   | 287,5  |
| Bronzo  | Marek Seweryn         | Polonia          | 59,55       | 122,5   | 127,5   | 130,0   | 127,5   | 155,0   | 162,5   | 162,5   | 155,0   | 282,5  |
| 4       | Antoni Pawlak         | Polonia          | 59,65       | 120,0   | 120,0   | 125,0   | 120,0   | 150,0   | 155,0   | 162,5   | 155,0   | 275,0  |
| 5       | Julio Loscos          | Cuba             | 59,70       | 120,0   | 125,0   | 127,5   | 125,0   | 150,0   | 150,0   | 157,5   | 150,0   | 275,0  |
| 6       | František Nedvěd      | Cecoslovacchia   | 59,70       | 117,5   | 122,5   | 122,5   | 122,5   | 147,5   | 147,5   | 150,0   | 150,0   | 272,5  |
| 7       | Víctor Pérez          | Cuba             | 59,40       | 117,5   | 122,5   | 122,5   | 117,5   | 147,5   | 152,5   | 157,5   | 152,5   | 270,0  |
| 8       | Gelu Radu             | Romania          | 60,00       | 115,0   | 120,0   | 120,0   | 115,0   | 150,0   | 150,0   | 157,5   | 150,0   | 265,0  |
| 9       | Jean-Claude Chavigny  | Francia          | 59,60       | 110,0   | 115,0   | 115,0   | 115,0   | 140,0   | 150,0   | 150,0   | 140,0   | 255,0  |
| 10      | Fajsal Matloub Fathi  | Iraq             | 60,00       | 105,0   | 112,5   | 115,0   | 115,0   | 132,5   | 137,5   | 140,0   | 137,5   | 252,5  |
| 11      | Mohamed Gouni         | Algeria          | 59,65       | 107,5   | 112,5   | 112,5   | 107,5   | 132,5   | 137,5   | 140,0   | 140,0   | 247,5  |
| 12      | Geoffrey Laws         | Gran Bretagna    | 60,00       | 105,0   | 110,0   | 112,5   | 110,0   | 135,0   | 135,0   | 140,0   | 135,0   | 245,0  |
| 13      | Faouaz Nadirin        | Siria            | 59,90       | 97,5    | 102,5   | 105,0   | 102,5   | 122,5   | 127,5   | 130,0   | 127,5   | 230,0  |
| 14      | Sydney Ikebaku        | Nigeria          | 59,65       | 90,0    | 97,5    | 102,5   | 97,5    | 115,0   | 120,0   | 125,0   | 125,0   | 222,5  |
| 15      | Rajendra Pradhan      | Nepal            | 59,20       | 62,5    | 67,5    | 70,0    | 67,5    | 80,0    | 85,0    | 90,0    | 85,0    | 152,5  |
| -       | Paulo Batista de Sene | Brasile          | 59,65       | 100,0   | 105,0   | 105,0   | 100,0   | 135,0   | 135,0   | 135,0   | -       | DNF    |
| -       | Constantin Chiru      | Romania          | 59,60       | 120,0   | 120,0   | 120,0   | -       | -       | -       | -       | -       | DNF    |
| -       | Jeffrey Bryce         | Gran Bretagna    | 56,00       | 105,0   | 105,0   | 105,0   | -       | -       | -       | -       | -       | DNF    |